# 国鉄ソ200形貨車
国鉄ソ200形貨車（こくてつソ200がたかしゃ）は、かつて日本国有鉄道に所属した橋桁架設専用の事業用貨車（操重車）である。

## 概要
1960年（昭和35年）に日立製作所で2両（ソ200, ソ201）が製造された。これは、老朽化のうえ、作業性や走行性能に問題があり、扱い荷重が小さく、重量化する橋桁に対応できなくなっていたソ1形の代替用である。
本形式のブームは水平に繰り出す方式で、扱い荷重はブームの繰り出しが車端から1.2mまでは70t、12.25m（最長）の場合30tで、支間22.3mの桁まで一点吊りすることができた。ブームの伸縮にともなうバランスの変化に対応するため、使用時には3.8m3の砂利を積み込む。ブームの旋回範囲は、半径300mの曲線上での作業を考慮し、最長の場合1.3mとなっている。また、クレーン用の動力として出力54PSのディーゼルエンジンが搭載されており、これに直結された発電機からの電力を用いる。
全長26m、自重130tである。台車は3-3軸複式ボギーで、エンジン室寄りのNo.1、No.2台車とブーム先端寄りのNo.3、No.4台車では構造が異なり、No.3、No.4台車では橋桁の荷重がかかり、軸重が22tにも達するため、通常よりも太い車軸（15t軸）が使用されている。26mにも及ぶ全長の関係で、通常の方法では転車台による転向ができないため、車体中央寄りに転向時のみに使用する心皿を設けNo.1、No.2台車を移設して転向を行う。そのため、No.1、No.2台車にはブレーキ装置が設備されていない。
1968年10月のダイヤ改正により、本形式は回送時の最高速度は65km/hに制限され、一時はそれを示す黄色帯を巻いたが後に変更され、最高速度は75km/hとなった。
また、無動力のため、作業時には牽引車が必要で、改良型であるソ300形の登場後は、十分に活用されなかったが、1977年（昭和52年）に専用の牽引車が開発され、取り回しが改善された。
1980年（昭和55年）時点で、東京第二工事局の三島操機区に所属し、全国の橋桁架設に使用されていたが、1987年（昭和62年）の国鉄分割民営化までに廃車されており、JRグループ各社には引き継がれていない。